# Bataille de Niquitao
Campagne Admirable
(Guerre d'indépendance du Venezuela)
Batailles
m
- Cúcuta
- Agua Obispo
- Niquitao
- Los Horcones
- Taguanes

La bataille de Niquitao est une action militaire effectuée le 2 juillet 1813 au cours de la Campagne Admirable. 

## Déroulement
La bataille de Niquitao a lieu lorsqu'une colonne patriote dirigée par José Félix Ribas, Rafael Urdaneta et Vicente Campo Elías (es), venue des Llanos, met en déroute dans la paroisse de Niquitao (municipalité de Boconó, État de Trujillo) les forces royalistes menées par le commandant José Martí, lequel est subordonné au gouverneur de Barinas, le capitaine de frégate Antonio Tiscar y Pedrosa (es). Les patriotes font 540 prisonniers royalistes dont beaucoup rejoignent l'armée patriote. Les trois capitaines espagnols et d'autres individus originaires d'Espagne sont exécutés dans le cadre de la Guerre à mort.

## Conséquences
Simón Bolívar et Atanasio Girardot continuent la campagne Admirable en avançant vers les restes de l'armée royaliste, sous le commandement de Antonio Tiscar y Pedrosa (es), qui poursuivent leur retraite jusqu'à Nutrias et San Fernando de Apure où ils comptent rejoindre José Antonio Yáñez (es), qui via Apure jusqu'à Guasdalito, sur son chemin vers San Cristóbal, a vaincu le patriote Antonio Nicolás Briceño, le 15 mai. Mais Tiscar (es) ne parvient pas à faire sa jonction avec Yañez et poursuit jusqu'à Angostura, en Guyane vénézuélienne.